# Faro de Cabo de St. Abb
El Faro de Cabo de St. Abb (en inglés: St. Abb's Head Lighthouse) es un faro situado en el cabo del mismo nombre, en el antiguo condado de Berwickshire, actual consejo (council area) de Scottish Borders, Escocia, Reino Unido.

## Historia

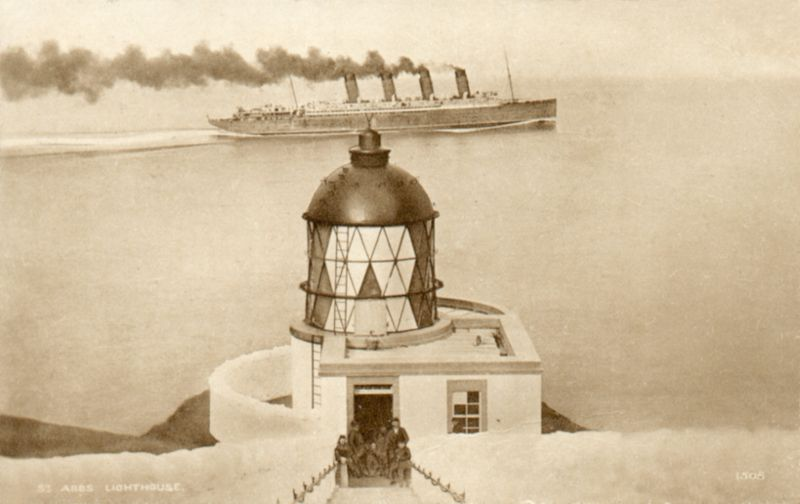
Imagen del Faro de Cabo de St. Abb de 1906 en la que se puede ver el transatlántico RMS Mauretania realizando sus pruebas de mar en esas aguas escocesas.

La construcción del Faro de Cabo de St. Abb fue recomendada por el Northern Lighthouse Board, el organismo encargado de la gestión de las ayudas a la navegación de Escocia y la Isla de Man, tras el hundimiento del navío Martello en 1857. El faro fue diseñado y construido por los hermanos Thomas y David Stevenson, ingenieros del Northern Lighthouse Board, entrando en funcionamiento el 24 de febrero de 1862.
Alimentado inicialmente con aceite, en 1906 fue instalada una lámpara de incandescencia siendo electrificado en 1966 y automatizado en 1993.
En 1876 fue instalada una señal sonora, la primera de Escocia, accionada por unos motores de aire caliente. En 1911 estos motores fueron sustituidos por otros alimentados con petróleo y en 1955 por otros motores Diesel. La señal sonora fue eliminada en 1987.

## Características
El faro emite un destello de luz blanca en un ciclo de 10 segundos. Tiene un alcance nominal nocturno de 26 millas náuticas.